# Stigmonotocoris
Stigmonotocoris is een geslacht van wantsen uit de familie van de Reduviidae (Roofwantsen). Het geslacht werd voor het eerst wetenschappelijk beschreven door Norman Cecil Egerton Miller in 1958.

## Soorten
Het genus bevat de volgende soorten:

- Stigmonotocoris javanus Miller, 1958
- Stigmonotocoris karnyi Miller, 1958